# Arsenal AR-M1
Arsenal AR-M1 je bugarska automatska puška temeljena na sovjetskom AKM modelu a proizvodi ju domaća vojna industrija Arsenal AD. Tijelo puške je proizvedeno od crnog polimera a ovisno o inačici, Arsenal AR koristi streljivo kalibra 7,62×39 mm i 5,56×45 mm NATO.

## Inačice
- AR-M1: osnovna inačica s crnim polimerskim kundakom i skrivačem bljeska. Postoji i verzija ovog modela sa sklopivim kundakom.
- AR-M2: inačica sa skraćenom cijevi i skrivačem bljeska dok je prednji ciljnik preuzet s AKS-74U.
  - AR-M2F: inačica sa sklopivim kundakom.
- AR-M4SF: karabinska inačica temeljena na sovjetskom AKS-74. Opremljen je noćnom optikom i red dot ciljnikom.
- AR-M7F: inačica temeljena na AR-M1 dok je kundak preuzet s ruskog AK-101.
- AR-M9: model koji je također temeljen na AR-M1.
  - AR-M9F: inačica sa sklopivim kundakom.
- AR-1
  - AR-1F
- AR-SF: model temeljn na AK-74U t laserskim ciljnikom.

## Korisnici
- Bugarska
- Honduras: hondurška policija opremljena je s karabinskom inačicom AR-M4SF.[1]
- Irak: iračka vojska.[2]
- Jemen: 23. studenog 2015. jedne emiratske dnevne novine prikazale su fotografije jemenskih boraca otpora tijekom vježbe kraj Adena.[3] Riječ je o provladinim snagama koje su koristile AR-M9 iako su ih neki promatrači zamijenili za ruski AK-101.[3]
- Libija: sredinom 2013. godine u javnost je kroz službene facebook stranice prikazana serija fotografija pripadnika libijskog 11. lakog bataljona naoružanih s modelima AR-M9F.[3] Prema izvorima, spomenuti bataljon je osim pušaka, od Emirata dobio i kamuflažne uniforme, pancire, komunikacijske uređaje, vozila i drugu opremu.[3]
- Srbija: specijalna brigada Vojske Srbije.[4]
- Sudan: sudanske snage su poput jemenskih i libijskih, naoružane bugarskim kalašnjikovima dopremljenim iz Emirata.[3]
- Ujedinjeni Arapski Emirati: Bugarska je Emiratima u posljednjih pet godina prodala značajan broj pušaka (oko 30.000 primjeraka inačice AR-M9 i AR-M9F), međutim, prema izvještajima, oružje je tijekom vremena isporučeno brojnim libijskim, sudanskim i jemenskim borcima.[5]

## Vanjske poveznice
- Arsenal AD AR-M1 Assault Rifle